# Uwe Boll
Uwe Boll (* 22. června 1965) je německý nezávislý filmový režisér, producent a scenárista. Jeho filmy (Postal, Alone in the Dark, House of the Dead, Dungeon Siege, Far Cry) jsou často filmovými adaptacemi počítačových her.

## Biografie
Vystudoval literaturu. Své filmy, většinou nízkorozpočtové, financuje sám a sám je také produkuje ve společnosti Boll KG. Točí většinou v angličtině. Kritikou je často zesměšňován a kritizován, zejména za videoherní adaptace. Na filmovém portálu Internet Movie Database se pět jeho filmů včetně Alone in the Dark a House of the Dead objevuje v seznamu sta nejhorších filmů. Dvakrát byl také nominován na Zlatou malinu za nejhoršího režiséra (BloodRayne, Alone in the Dark), třikrát ji získal za nejhoršího režiséra (Tunnel Rats, Dungeon Siege, Postal) a jednou za celoživotní dílo.
V roce 2008 dokonce vznikla petice, aby přestal natáčet, Boll sám řekl, že to splní, pokud se na petici objeví více než milion podpisů. V roce 2009 jich bylo na petici 335 000. Přesto vystupuje velmi sebevědomě, pokládá se za „jediného génia v celém zkurveném filmovém průmyslu“ a za nového Eda Wooda. Při propagaci Postalu (který pokládá za své stěžejní dílo) dále tvrdil, že překoná Indiana Jonese.